# Новотроицкий (Воронежская область)
Новотроицкий — посёлок в Таловском районе Воронежской области России. Входит в состав Александровского сельского поселения.

## География
Посёлок находится на северо-востоке центральной части Воронежской области, в лесостепной зоне, на расстоянии примерно 5 километров (по прямой) к северу от рабочего посёлка Таловая, административного центра района. Абсолютная высота — 152 метра над уровнем моря.
В пределах поселка и его окрестностей расположен каскад прудов, являющийся частью водной системы реки Сухой Чиглы.
Часовой пояс
Посёлок Новотроицкий, как и вся Воронежская область, находится в часовой зоне МСК (московское время). Смещение применяемого времени относительно UTC составляет +3:00.

## Население
| 2010 |
| ---- |
| 703  |

Гендерный состав
По данным Всероссийской переписи населения 2010 года в гендерной структуре населения мужчины составляли 48,9 %, женщины — соответственно 51,1 %.
Национальный состав
Согласно результатам переписи 2002 года, в национальной структуре населения русские составляли 96 %.

## Инфраструктура
В посёлке функционируют средняя общеобразовательная школа, фельдшерско-акушерский пункт, сельский дом культуры, библиотека и отделение Почты России.

## Улицы
Уличная сеть посёлка состоит из шести улиц.